# Omoserina

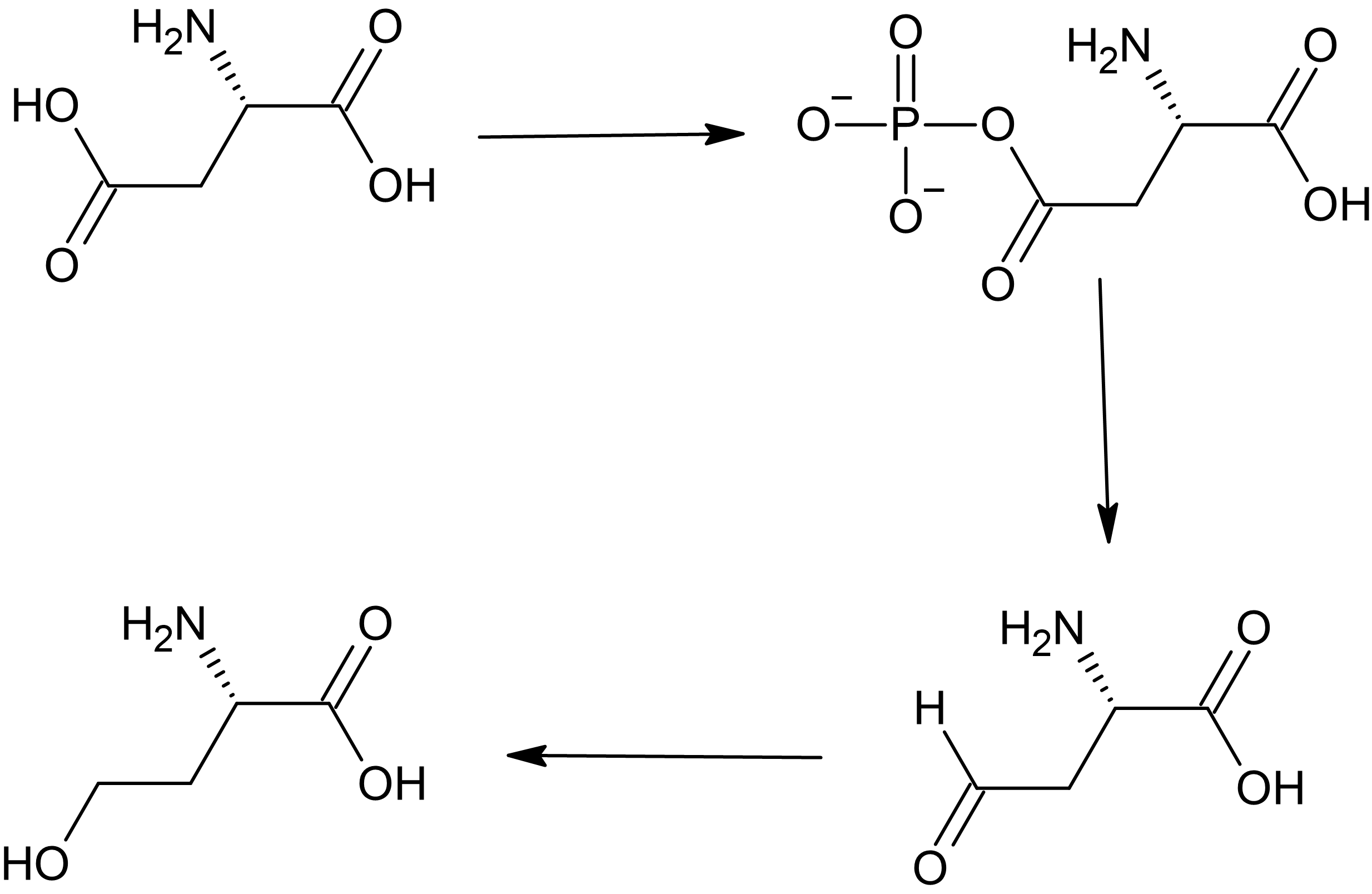
Tappe della biosintesi dell'omoserina

L'omoserina è un alfa-amminoacido non proteinogenico, omologo della serina da cui differisce per la presenza, sulla molecola, di un ponte metilene –CH2– supplementare. L'omoserina può prodotta in modo diretto, oppure - sotto forma di omoserina lattone - a partire dalla metionina ottenuta dal clivaggio di un peptide effettuato utilizzando il bromuro di cianogeno (NCBr). Può formarsi anche a seguito di due consecutive riduzioni dell'acido aspartico, con la formazione dell'aspartato semialdeide come composto intermedio; su questa semialdeide agisce l'enzima omoserina deidrogenasi.
Si tratta di un metabolita intermedio di tre amminoacidi essenziali: la metionina, l'isoleucina e la treonina; quest'ultima può essere considerata isomerica rispetto all'omoserina.
L'omoserina ha un'attività inibitoria allosterica nei confronti delle aspartato chinasi e della glutammato deidrogenasi.